# 范数

拥有不同范数的單位圓

范数（英語：Norm），是具有“长度”概念的函数。在线性代数、泛函分析及相关的数学领域，是一个函数，其为向量空间内的所有向量赋予非零的正长度或大小。另一方面，半范数（英語：seminorm）可以为非零的向量赋予零长度。
举一个简单的例子，一个二维度的欧几里得空间 {\displaystyle \mathbb {R} ^{2}} 就有欧氏范数。在这个向量空间的元素（譬如：{\displaystyle (3,7)}）常常在笛卡尔坐标系统被画成一个从原点出发的箭号。每一个向量的欧氏范数就是箭号的长度。
拥有范数的向量空间就是赋范向量空间。同样，拥有半范数的向量空间就是赋半范向量空间。

## 定义
假设 {\displaystyle V} 是域 {\displaystyle \mathbb {F} } 上的向量空间；{\displaystyle V} 的半范数是一个函数 {\displaystyle p:V\to \mathbb {R} ;x\mapsto {}p(x)}，满足：
{\displaystyle \forall a\in \mathbb {F} ,\forall u,v\in V},
1. {\displaystyle p(v)\geq 0}（具有半正定性）
2. {\displaystyle p(av)=|a|p(v)}（具有绝对一次齐次性）
3. {\displaystyle p(u+v)\leq p(u)+p(v)}（满足三角不等式，或称次可加性）

范数是一个半范数加上额外性质：
4. {\displaystyle p(v)=0}，当且仅当 {\displaystyle v} 是零向量（正定性）
如果拓扑向量空间的拓扑可以被范数导出，这个拓扑向量空间被称为赋范向量空间。

## 例子
- 所有范数都是半范数。
- 平凡半范数，即 {\displaystyle p(x)=0,\forall x\in V}。
- 绝对值是实数集上的一个范数。
- 对向量空间上的次线性型 {\displaystyle f} 可定义一个半范数：{\displaystyle {\boldsymbol {x}}\to |f({\boldsymbol {x}})|}。

### 绝对值范数
绝对值范数为
{\displaystyle \|{\boldsymbol {x}}\|=\sum _{i}^{n}|x_{i}|}
是在由实数或虚数构成的一维向量空间中的范数。
绝对值范数是曼哈顿范数的特殊形式。

### 欧几里得范数
在 {\displaystyle n} 维欧几里得空间 {\displaystyle \mathbb {R} ^{n}} 上，向量 {\displaystyle {\boldsymbol {x}}=(x_{1},x_{2},\,\ldots \,,x_{n})^{\mathrm {T} }} 的最符合直觉的长度由以下公式给出
{\displaystyle \|{\boldsymbol {x}}\|_{2}:={\sqrt {x_{1}^{2}+\cdots +x_{n}^{2}}}.}
根据勾股定理，它给出了从原点到点 {\displaystyle {\boldsymbol {x}}} 之间的（通常意义下的）距离。欧几里得范数是 {\displaystyle \mathbb {R} ^{n}} 上最常用的范数，但正如下面举出的，{\displaystyle \mathbb {R} ^{n}} 上也可以定义其他的范数。然而，以下定义的范数都定义了同一个拓扑结构，因此它们在某种意义上都是等价的。
在一个 {\displaystyle n} 维复数空间 {\displaystyle \mathbb {C} ^{n}} 中，最常见的范数是：
{\displaystyle \|{\boldsymbol {z}}\|:={\sqrt {|z_{1}|^{2}+\cdots +|z_{n}|^{2}}}={\sqrt {z_{1}{\bar {z}}_{1}+\cdots +z_{n}{\bar {z}}_{n}}}.}
以上两者又可以以向量与其自身的内积的平方根表示：
{\displaystyle \|{\boldsymbol {x}}\|:={\sqrt {{\boldsymbol {x}}^{*}{\boldsymbol {x}}}},}
其中 {\displaystyle {\boldsymbol {x}}} 是一个列向量（{\displaystyle [x_{1},x_{2},\,\ldots \,,x_{n}]^{\mathrm {T} }}），而 {\displaystyle {\boldsymbol {x}}^{*}} 表示其共轭转置。
以上公式适用于任何内积空间，包括欧式空间和复空间。在欧几里得空间里，内积等价于点积，因此公式可以写成以下形式：
{\displaystyle \|{\boldsymbol {x}}\|:={\sqrt {{\boldsymbol {x}}\cdot {\boldsymbol {x}}}}.}
特别地，{\displaystyle \mathbb {R} ^{n+1}} 中所有的欧几里得范数为同一个给定正实数的向量的集合是一个 n 维球面。

#### 复数的欧几里得范数
如果将复平面看作欧几里得平面 {\displaystyle \mathbb {R} ^{2}}，那么复数的欧几里得范数是其绝对值（又称为模）。这样，我们可把 {\displaystyle x+i\,y} 视为欧几里得平面上的一个向量(稱等距同構)，由此，这个向量的欧几里得范数即为 {\displaystyle {\sqrt {x^{2}+y^{2}}}}（最初由欧拉提出）。